# Шурхіт кубиків льоду
«Шурхіт кубиків льоду» (фр. Le Bruit des glaçons) — французька кінокомедія режисера і сценариста Бертрана Бліє, що вийшла 2010 року. У головних ролях Жан Дюжарден і Альбер Дюпонтель. 
Продюсерами фільму були Катрін Бозорґан, Крістін Ґозлан, Давід Пуаро та інші. Вперше фільм продемонстрували 25 серпня 2010 року у Франції. В Україні у кінопрокаті прем'єра фільму відбулась 18 квітня 2013.

## Сюжет
| Під час чергової психологічної кризи, письменника Шарля Фалька відвідує дивний чоловік, який стверджує, що він його рак головного мозку! І пропонує йому, поки ще є час, познайомиться ближче і, можливо, навіть подружитися. Тепер Шарлю потрібно вирішити, це все насправді чи чоловік просто плід його уяви, адже останнім часом Фальк майже не розлучався з келихом спиртного[3]. |

## У ролях
| Актор            | Персонаж                      | Роль       |
| ---------------- | ----------------------------- | ---------- |
| Жан Дюжарден     | Шарль Фок фр. Charles Faulque | письменник |
| Альбер Дюпонтель |                               | рак Шарля  |
| Анн Альваро      | Луїза фр. Louisa              |            |
| Міріам Буає      |                               | рак Луїзи  |
| Кріста Тере      | Євгенія фр. Evguenia          |            |

## Сприйняття

### Критика
Фільм отримав здебільшого позитивні відгуки: Rotten Tomatoes дав оцінку 80% на основі 5 відгуків від критиків (середня оцінка 5.5/10) і 89% від глядачів із середньою оцінкою 2,9/5 (311 голосів). Загалом на сайті фільм має позитивний рейтинг, фільму зарахований «стиглий помідор» від кінокритиків і «попкорн» від глядачів, Internet Movie Database — 6,2/10 (1 472 голоси), AlloCiné дав оцінку 3.6/5 на основі 24 відгуків від критиків і 2.3/5 від глядачів (4,523 голосів).

### Нагороди і номінації[9]
| Рік  | Нагорода                   | Категорія                      | Номінант     | Результат |
| ---- | -------------------------- | ------------------------------ | ------------ | --------- |
| 2010 | Венеційський кінофестиваль |                                | Бертран Бліє | Перемога  |
| 2011 | Золота зірка кіно          | Найкращий сценарій             | Бертран Бліє | Перемога  |
| 2011 | Сезар                      | Найкращий режисер              | Бертран Бліє | Номінація |
| 2011 | Сезар                      | Найкращий сценарій             | Бертран Бліє | Номінація |
| 2011 | Сезар                      | Найкраща актриса другого плану | Анн Альваро  | Перемога  |

### Виноски
1. ↑  Le Bruit des glaçons (фр.). Cinezik.fr. Процитовано 23 жовтня 2014.
2. 1 2  Le Bruit des glaçons: Release Info (англ.). Internet Movie Database. Процитовано 23 жовтня 2014.
3. 1 2 3  Шурхіт кубиків льоду. Kino-teatr.ua. Процитовано 23 жовтня 2014.
4. 1 2  Le Bruit des glaçons (фр.). JP's Box-Office. Процитовано 23 жовтня 2014.
5. 1 2  Le Bruit des glaçons (фр.). allocine. Процитовано 23 жовтня 2014.
6. ↑  Le Bruit des glaçons: Full Cast & Crew (англ.). Internet Movie Database. Процитовано 23 жовтня 2014.
7. ↑  Le Bruit des glaçons (англ.). Rotten Tomatoes. Процитовано 23 жовтня 2014.
8. ↑  Le Bruit des glaçons (англ.). Internet Movie Database. Процитовано 23 жовтня 2014.
9. ↑  Le Bruit des glaçons: Awards (англ.). Internet Movie Database. Процитовано 23 жовтня 2014.